# Liars
Liars é uma banda de rock alternativo formada em Nova Iorque em 2000. O Liars tem um estilo que mistura rock alternativo, noise rock, avant grade, post punk e entre outros.

## Atuais

### Integrantes
- Angus Andrew - (guitarra e vocal)
- Aaron Hemphill - (guitarra e vocal, bateria, moodswinger)
- Julian Gross - (bateria)

### Ex-integrantes
- Pat Noecker (These Are Powers)
- Ron Albertson

## Discografia

### Álbuns
- They Threw Us All in a Trench and Stuck a Monument on Top (Gern Blandsten, Oktober 2001) - CD/LP
- They Were Wrong, So We Drowned (Mute Records, februari 2004) - CD/LP
- Drum's Not Dead (Mute Records, februari 2006) - CD+DVD/LP
- Liars (Mute Records, verschijnt augustus 2007) - CD/LP

### EP's + singles
- Fins to Make Us More Fish-Like (Mute Records, November 2002) - CD EP
- Atheists, Reconsider (Arena Rock Recording Co., December 2002) - Split EP (met Oneida) - CD/LP
- We No Longer Knew Who We Were - CD/vinyl
- There's Always Room On the Broom/Single - CD/vinyl
- Split met Yeah Yeah Yeahs (alleen verkrijgbaar in Japan en Australia) - 7" single
- We Fenced Other Gardens With the Bones of Our Own - CD/vinyl single
- It Fit When I Was a Kid - CD/vinyl single
- The Other Side of Mt. Heart Attack - CD/vinyl single
- How Many More Times Split met Gerry Mitchell & Little Sparta -  Fire Records Keep Mother  série G-H  Augustus 2006 - 10" single

### Audio & Video
- VPRO-Picabia, documentaire 30 maart 2006
- VPRO-3voor12, Holland - Audiointerview + Video live Club Lek 19-6-2002
- Punkcast#179 Live Video @ Coney Island, Brooklyn - Jul 20 2002. (Realplayer)
- Punkcast#335 Live Video @ Knitting Factory,NYC - Sep 27 2003 (Realplayer)
- Liars collectie Internet Archive's live music

### Interview
- Liars interview at deathrockstar

### Review
- Liars Review